# Mathikai, Hosanagara
Mathikai là một làng thuộc tehsil Hosanagara, huyện Shimoga, bang Karnataka, Ấn Độ.